# Aeonium
Aeonium són un gènere de plantes amb flor de la família de les crassulàcies Crassulaceae. Són plantes suculentes, ideals per als testos i molt apreciades en jardineria. Les espècies d'Aeonium provenen de les zones subtropicals, principalment de Canàries, Madeira, el Marroc i l'Àfrica oriental (muntanyes Semien d'Etiòpia).
Les plantes del gènere Aeonium no són resistents a les gelades. Es troben relacionades amb els gèneres Sempervivum, Aichryson i Monanthes, com hom pot veure en les inflorescències similars. Recentment, el gènere Greenovia ha estat incorporat a Aeonium.

## Taxonomia
Aeonium Webb & Berthel. va ser descrit per Philip Barker Webb i Sabin Berthelot i publicat a Histoire Naturelle des Iles Canaries. Paris. 3(2:1): 184.1840
L'epítet llatí aeonium prové del llatí aplicat per Dioscòrides Pedaci a una planta crassa, probablement derivat del grec aionion, que significa "sempre viva".
El seu nom comú a les Canàries és 'bejeque'.
Llista de les espècies acceptades a The Plant List:
- Aeonium aizoon
- Aeonium appendiculatum
- Aeonium arboreum
- Aeonium aureum
- Aeonium balsamiferum
- Aeonium canariense
- Aeonium castello-paivae
- Aeonium ciliatum
- Aeonium cuneatum
- Aeonium davidbramwellii
- Aeonium decorum
- Aeonium diplocyclum
- Aeonium dodrantale
- Aeonium glandulosum
- Aeonium glutinosum
- Aeonium gomerense
- Aeonium goochiae
- Aeonium gorgoneum
- Aeonium haworthii
- Aeonium hierrense
- Aeonium holochrysum (sinònim d'A. arboreum subs. holochrysum)
- Aeonium korneliuslemsii (basiònim d'A. arboreum subsp. korneliuslemsii)
- Aeonium lancerottense
- Aeonium leucoblepharum
- Aeonium lindleyi
- Aeonium nobile
- Aeonium percarneum
- Aeonium saundersii
- Aeonium sedifolium
- Aeonium simsii
- Aeonium smithii
- Aeonium spathulatum
- Aeonium stuessyi
- Aeonium tabuliforme
- Aeonium undulatum
- Aeonium urbicum
- Aeonium valverdense
- Aeonium vestitum (sinònim d'A. arboreum subs. holochrysum)
- Aeonium virgineum (sinònim d'A. canariense var. virgineum)
- Aeonium volkeri (sinònim d'A. haworthii)

## Galeria

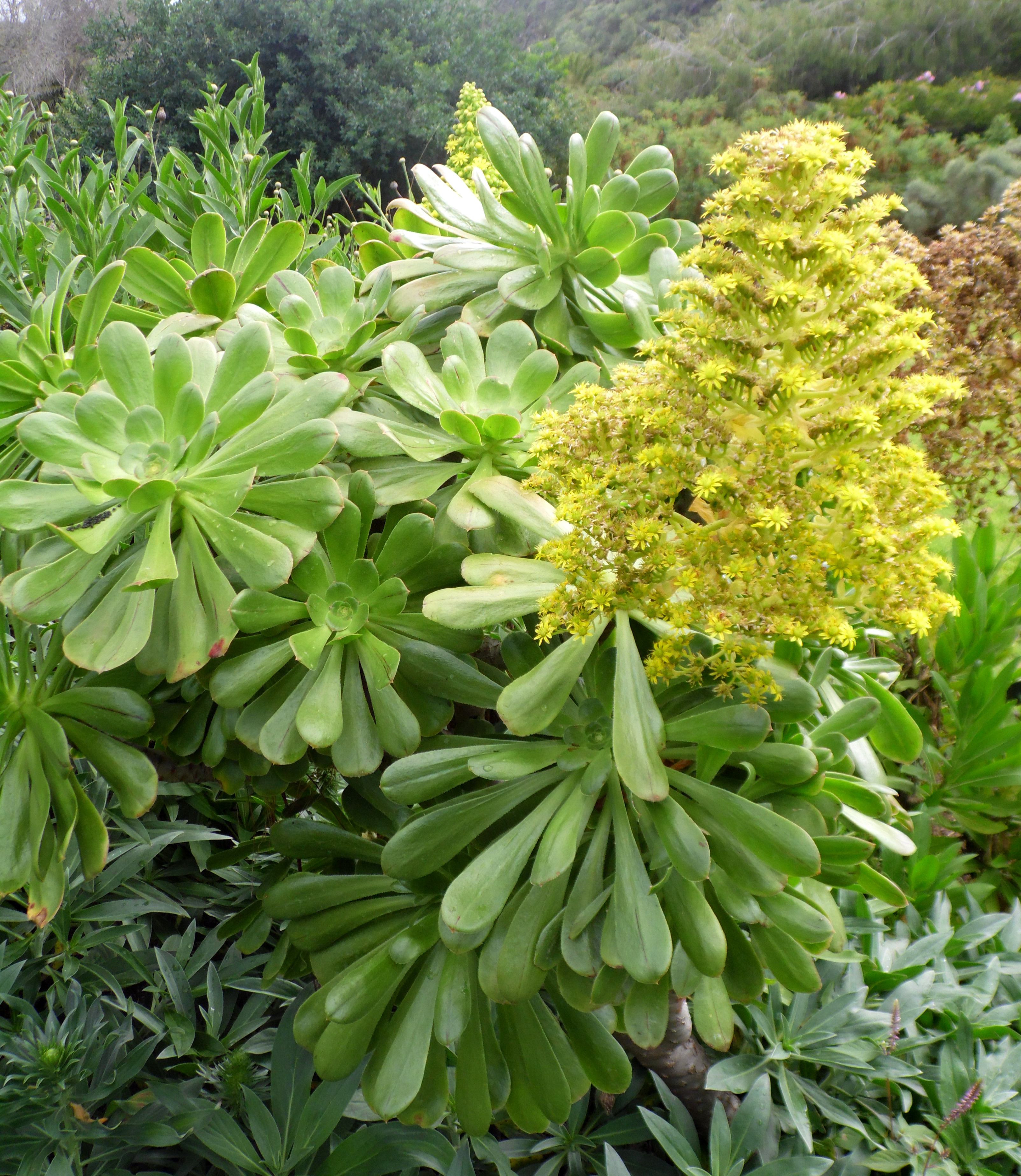
Aeonium hierrense
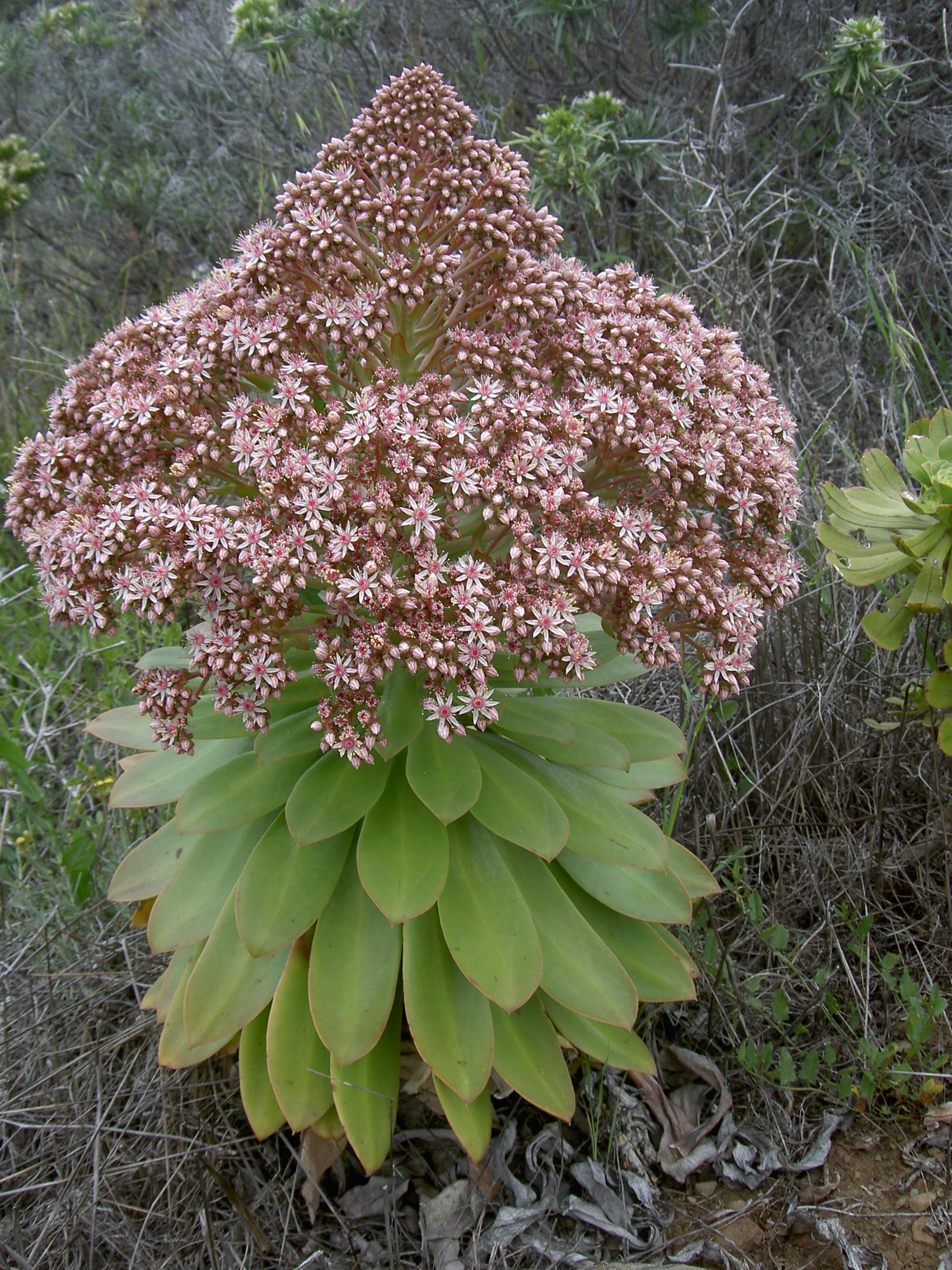
Aeonium appendiculatum
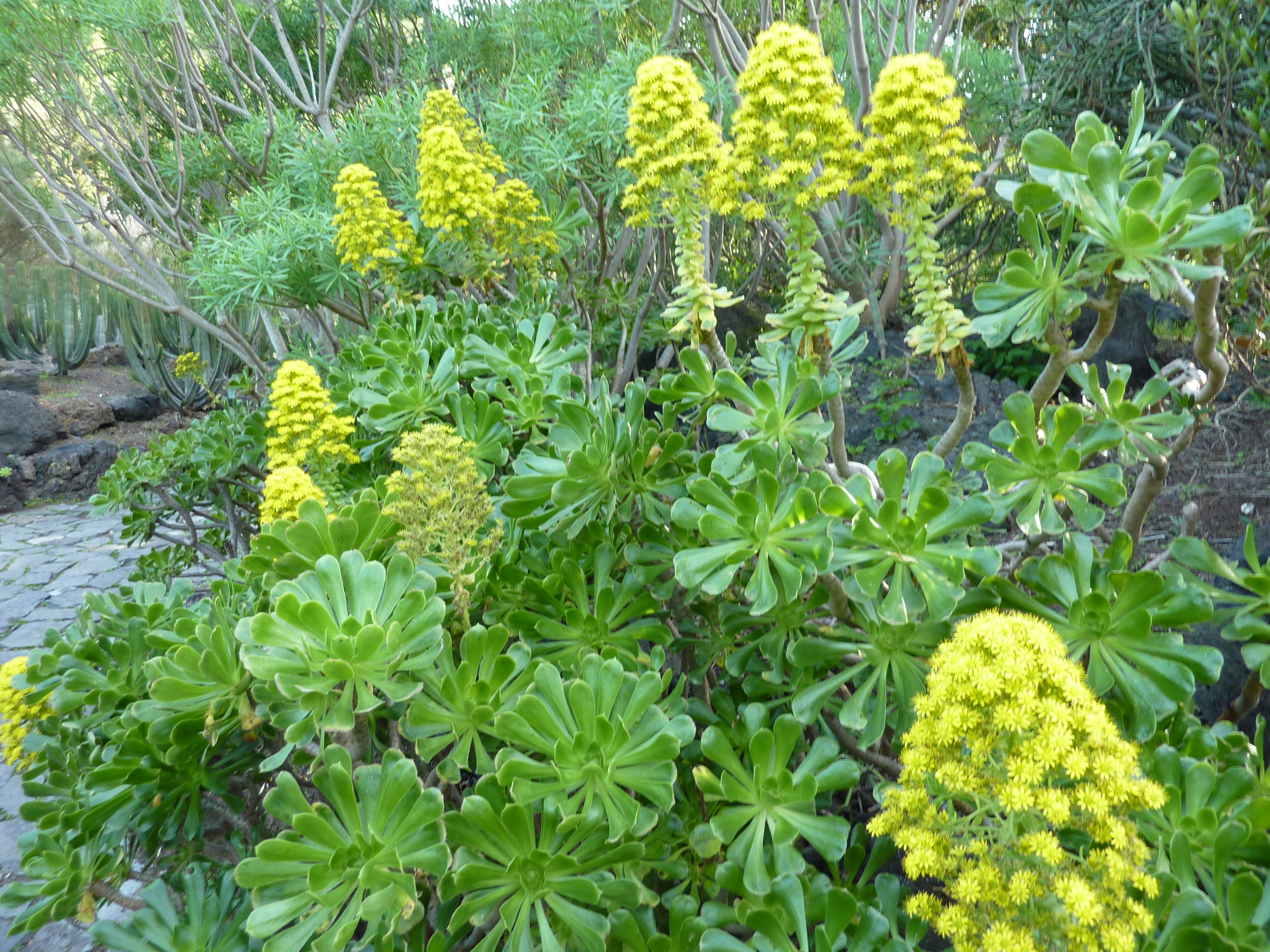
Aeonium arboreum, Pinya groga
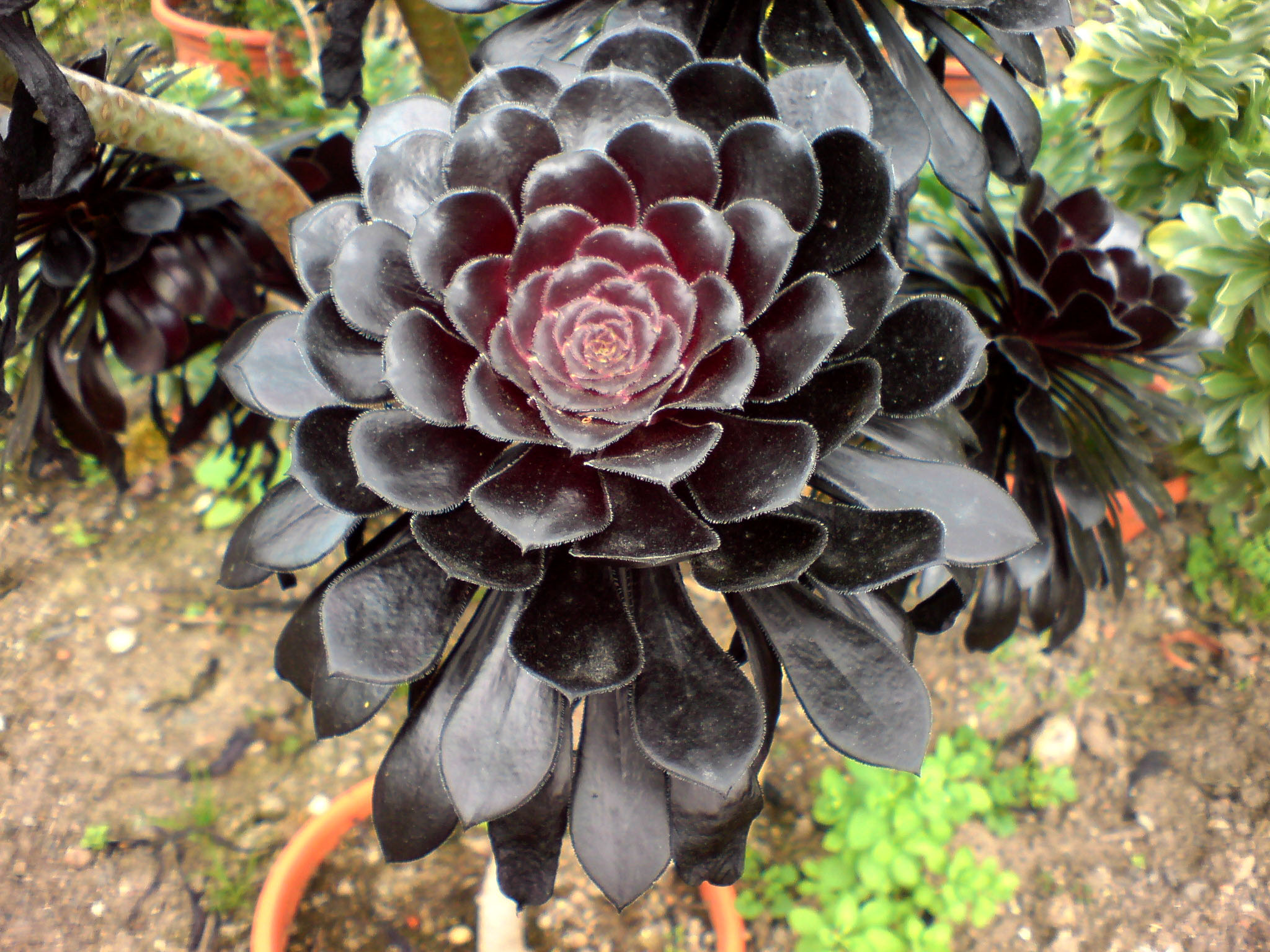
Aeonium arboreum varietat "atropurpureum"
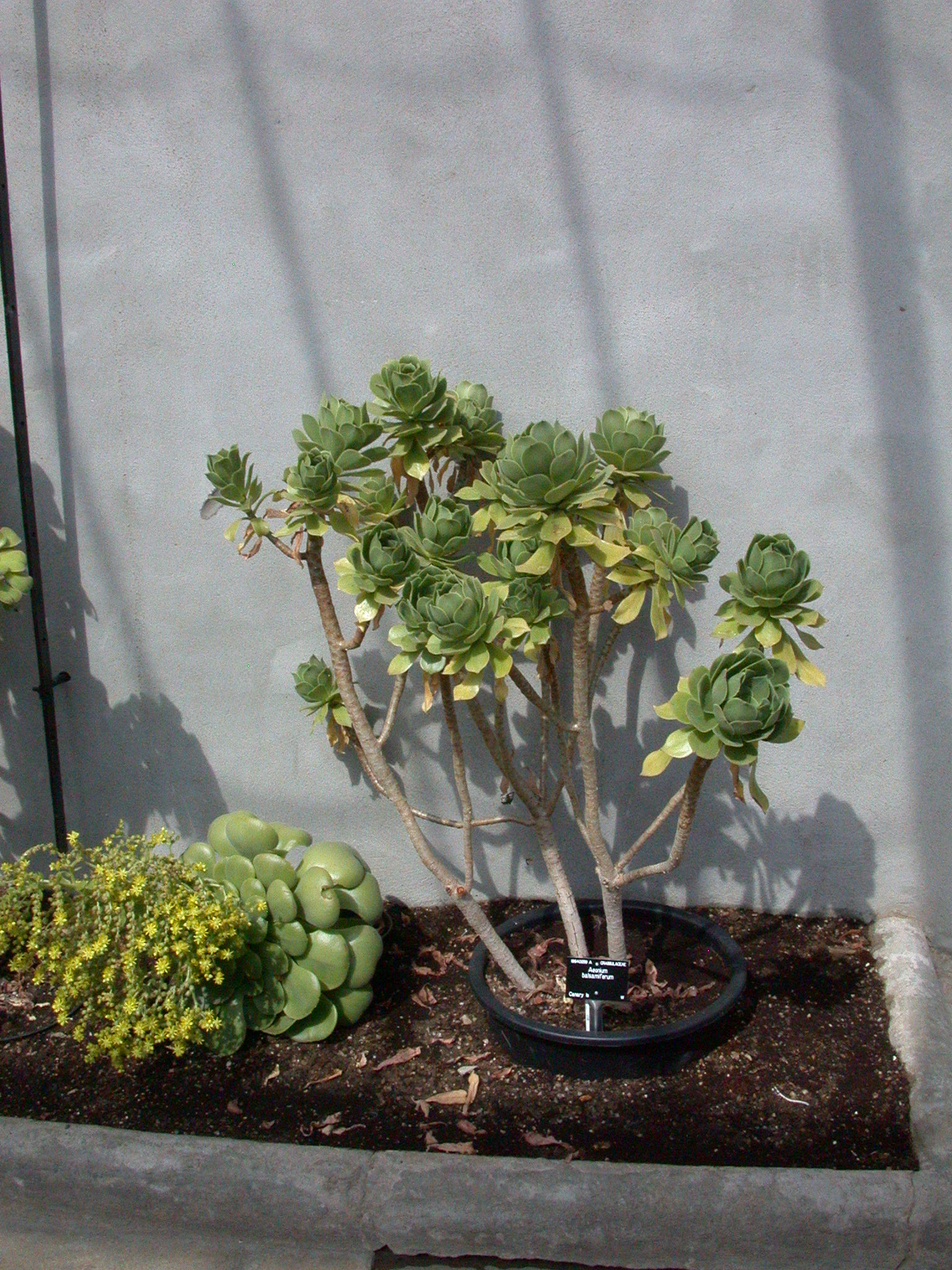
Aeonium balsamiferum
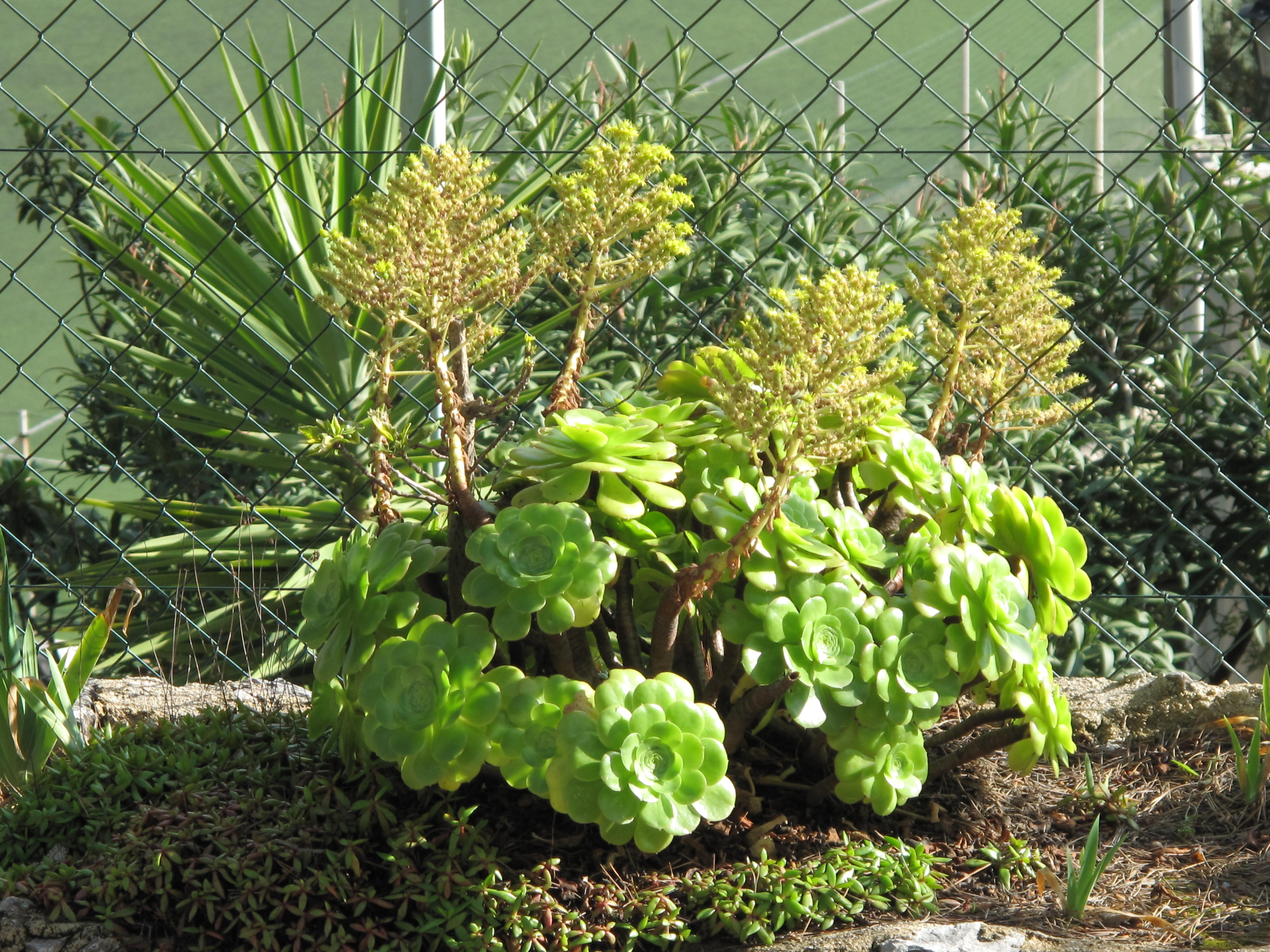
Aeonium canariense
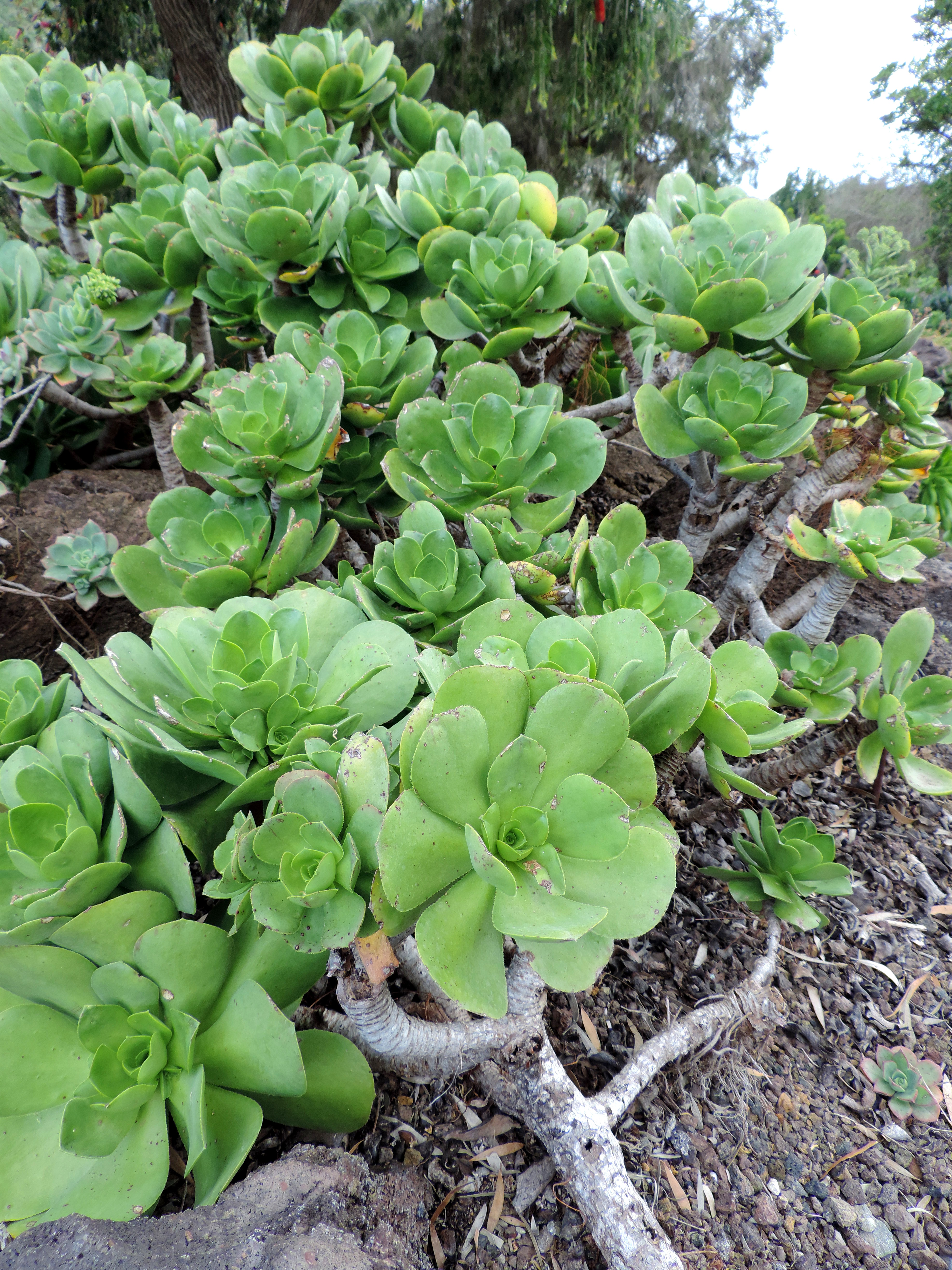
Aeonium glutinosum
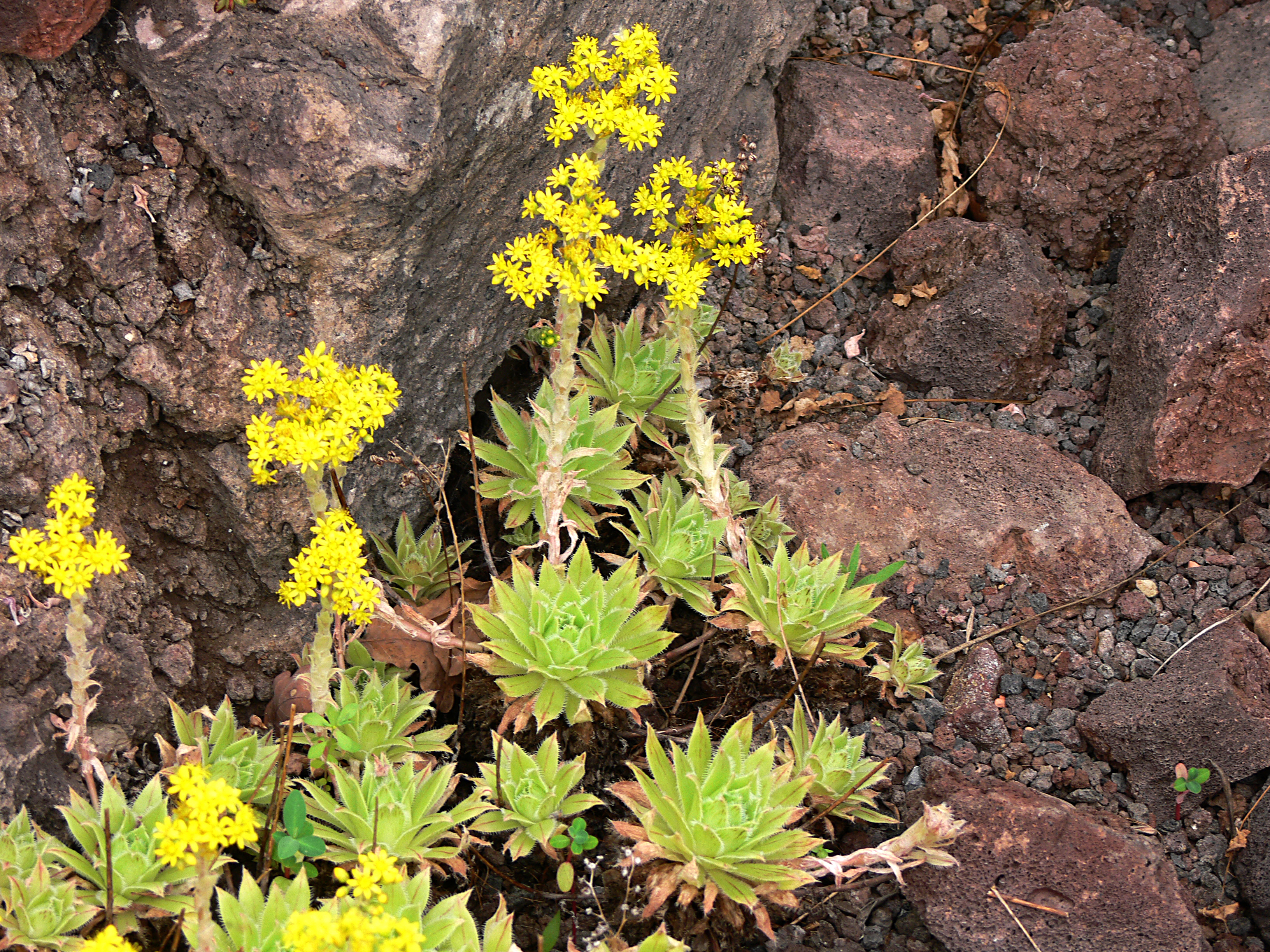
Aeonium simsii
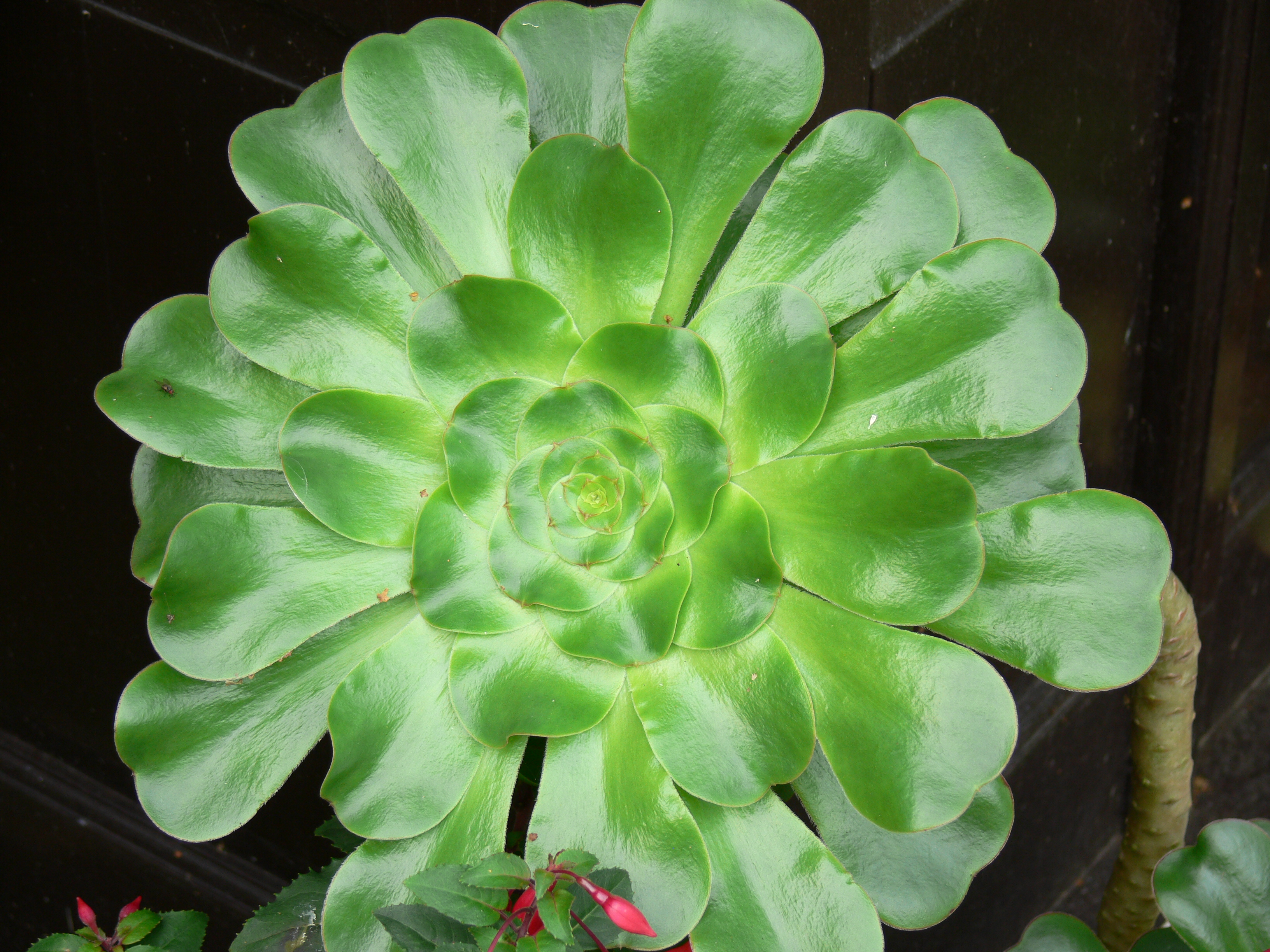
Aeonium undulatum
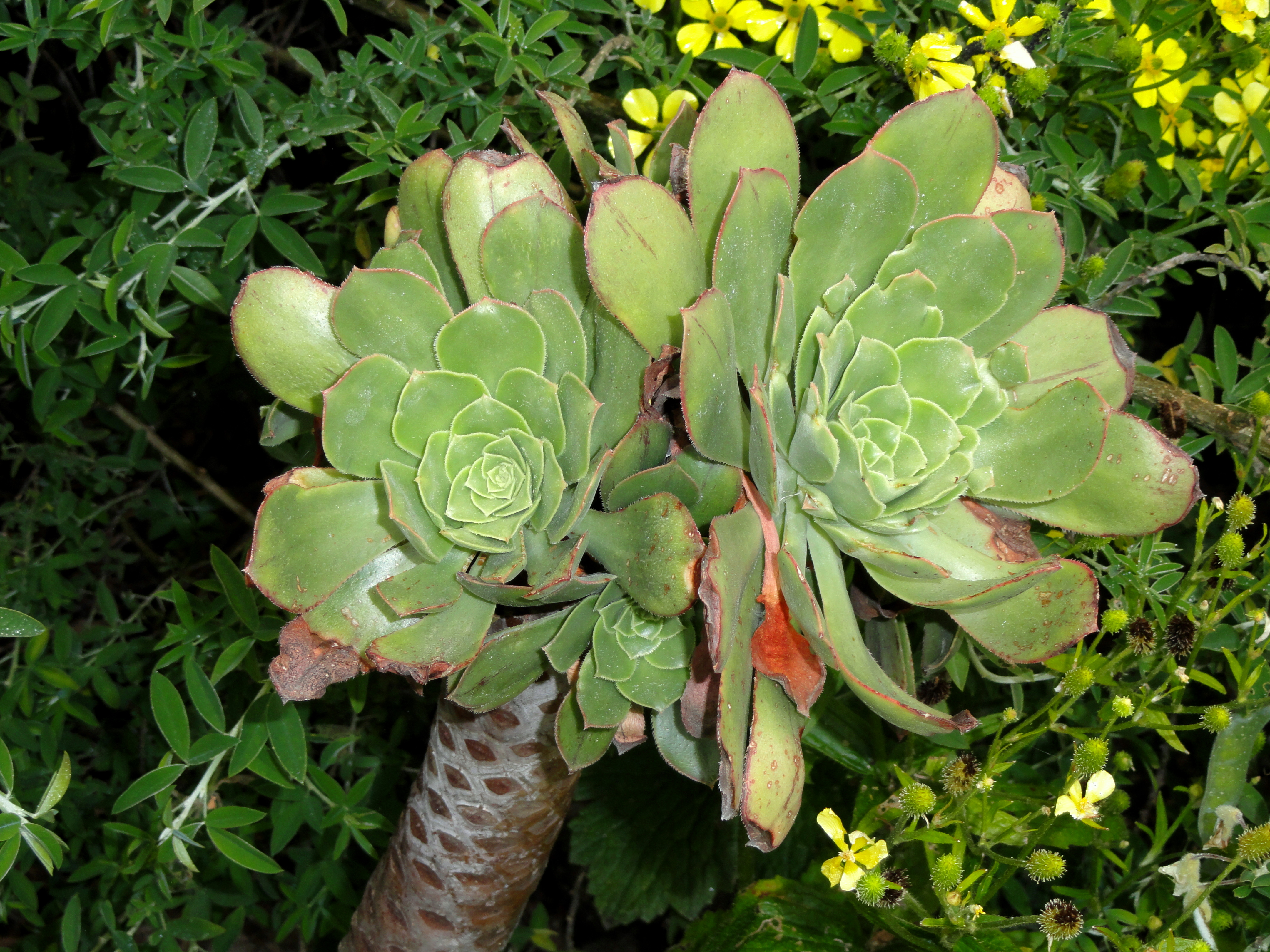
Aeonium urbicum
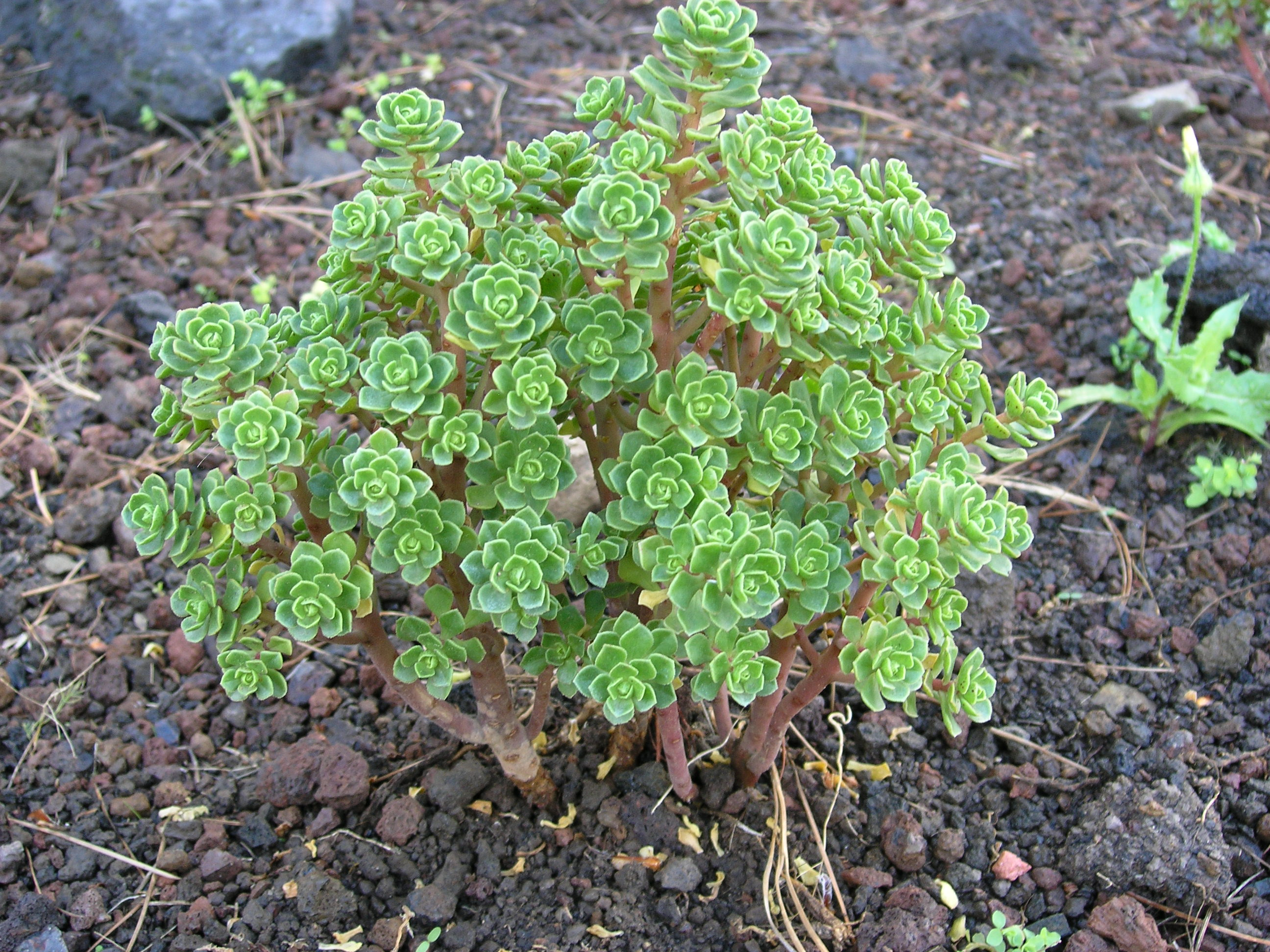
Aeonium spathulatum